# Porsche-Diesel Super B 308

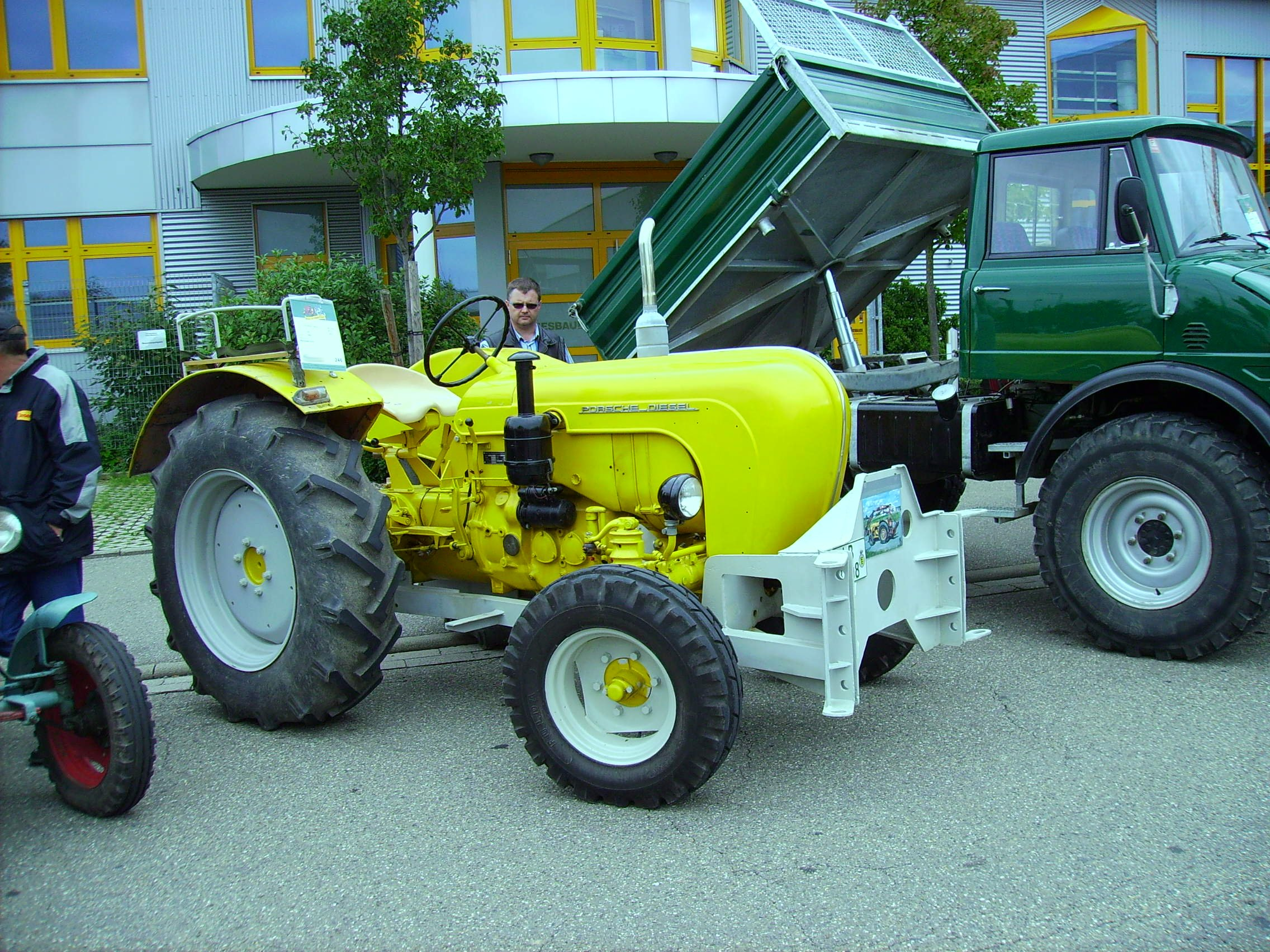
Porsche-Diesel Super B308

Der Porsche-Diesel Super B 308 ist ein Traktor der Porsche-Diesel Motorenbau GmbH, die ihren Sitz in Friedrichshafen am Bodensee hatte und von 1958 bis 1961 das Traktorenmodell produzierte. Die Konzipierung des Super B 308 erfolgte zur Erschließung weiterer Absatzgebiete auf dem Traktorenmarkt. Als Basis diente der Porsche-Diesel Super N 308 mit seinen vielfältigen Anbau- und Einsatzmöglichkeiten.
Beim Motor des Porsche-Diesel Super B 308 handelte es sich um einen stehenden Dreizylinder-Dieselmotor mit Luftkühlung. Dieser zeichnet sich insbesondere durch die Druckumlaufschmierung aus. Das Porsche-Optima-Verbrennungsverfahren kommt, wie bereits bei zahlreichen Vorgängermodellen, auch beim Porsche-Diesel Super B 308 zum Einsatz. Außerdem ist der Schlepper mit einem Bosch-Einspritzsystem, Ölbadluftfilter und Radial-Kühlgebläse mit Thermostatsteuerung ausgestattet. Optional war der Porsche-Diesel Super B 308 mit einem hydraulischen Kraftheber der Firma Scherff oder einer Kraftheber erhältlich. Ein hydraulischer Schmidt-Aufhängearm war im Porsche-Traktor integriert, um einen Schnellanbau für diverse Geräte durchführen zu können. An der Frontzapfwelle war eine Hydraulikpumpe angebracht, die als Taumelscheiben-Pumpe diente.
Der Porsche-Diesel-Traktor ist mit einer umfangreichen Sonderausstattung erhältlich. Dazu gehören das Verdeck, der Kipperanschluss sowie der Druckluftbremsanschluss für Anhängerbetrieb. Ferner besitzt der Traktor einen Drehstromgenerator, den Triebachsanhänger und ein Straßenprofiliergerät. Zum weiteren Zubehör gehört die ölhydraulische Lenkung, die Reifenfüllpumpe sowie eine Kraftheber vorhanden. Die Hinterräder des Porsche-Diesel Super B 308 sind außerdem mit Innenbackenbremsen ausgestattet. Die unabhängige Handbremse wirkt auf das Getriebe. Sofern ein Betrieb mit Anhängern erfolgen soll, konnte auf Wunsch ein Druckluftbremsanschluss verbaut werden. Zur weiteren Ausstattung des Porsche-Diesel Super B 308 gehört ein Parallelogrammschwingsitz mit einer Gummifederung, eine Vierfachkontrollleuchte sowie eine Kraftstoffanzeige. Optional kann der Schlepper mit einem Fahrerdach oder einer Heizung ausgestattet werden.